# 사전결정
사전결정 또는 예비결정(Vorbescheid, 豫備決定)은 최종적인 행정결정을 내리기 전의 사전적인 단계에서, 최종적 행정결정의 요건 중 일부의 심사에 대한 종국적인 판단으로서 내려지는 결정을 뜻한다.
종국적인 행정행위에 요구되는 여러요건 중 일부 요건에 대해 사전적으로 심사하여 내린 결정을 뜻하는 행정법상의 개념이다. 예비결정 등이 있게 되면 행정청은 선행결정에 반하는 후행결정을 내려서는 아니되며, 후행결정을 행함에 있어 선행결정의 내용을 새로이 검토하여서도 아니된다.

## 예
- 폐기물처리업법 제26조 제2항의 사업계획적합통보
- 원자력법 제11조 제3항의 부지사전승인: 발전용 원자로 및 관계시설을 건설하고자 하는 자가 건설허가 신청 전에 부지에 대한 사전승인을 신청하는 경우에 검토 후 승인하는 것.
- 건축법 제10조의 사전결정